# 图林根 (福拉尔贝格州)
图林根（德語：Thüringen）是奥地利福拉尔贝格州布卢登茨县的一个市镇。总面积5.67平方公里，总人口2257人，人口密度398.1人/平方公里（2005年）。